# 望月雅友
望月 雅友（もちづき まさとも、1996年1月5日 - ）は、日本の俳優である。 兵庫県加古郡播磨町出身。

## 略歴
- 保育士、調理師、理学療法士、デザイナー、心理カウンセラー、マジシャンなど、やりたい事が多すぎて決められなかった高校時代に、お金を稼ぎながらやりたい事を見つけようと就職をし兵庫の会社に3年間勤務。小学校の卒業文集で書いた俳優になるという夢を追い、上京、俳優業を始める[2]。
- 2024年2月5日、出身地の播磨町から「播磨町ふるさとPR大使」に任命される[3]。

## 人物
- 姉と妹の3人きょうだい
- 趣味は空手（初段）、新日本舞踊、獅子舞、バスケ、ウクレレ、スケボー、ダーツ、写真[4]。
- 中学ではバスケ部副キャプテンを務めていた
- 緑色が好き（目に優しいから）
- ピアノを1年間習っていたことがあるが、両手で弾けるようになり発表会に出ようかというところで辞めた
- 表現をしたいと思った原点である地元の伝統芸能「獅子舞」に幼少期より魅了され、丸太を仕入れ、自作による獅子頭制作にも取り組んでいる
- 好きな食べ物は餃子とお肉と少し硬めに炊いた白米

## 出演

### 映画
- 帝一の國（2017年4月29日、東宝） - 生徒 役
- 祈りの幕が下りる時（2018年1月27日、東宝） - レギュラー刑事 役

### テレビ
- 成功の遺伝史 再現V（2017年、日本テレビ） - 弟子 役
- 行列のできる法律相談所 再現V（2017年、日本テレビ） - 友人 役
- ドラマW プラージュ～訳ありばかりのシェアハウス～（2017年、WOWOW） - 編集部員 役
- 刑事ゆがみ（2017年、フジテレビ） - 報道陣・鑑識 役
- フジヤマ -日本よ！世界を倒せ！- 再現V（2017年） - ヤンキー 役
- PRINCE OF LEGEND（2018年） - 弱気な男子高生 役
- 七人の秘書（2020年10月22日 - 12月10日、テレビ朝日） - 橘 達也（レギュラー秘書） 役
- おとうさんといっしょ（2021年4月11日 - 、NHK Eテレ） - まさとも 役
- バリューの真実　番組内ドラマ「それゆけ！新内先生」（2023年4月4日 - 2023年5月2日、NHK Eテレ） - 今井朔太郎 役[5]

### CM
- ACジャパン×NHK共同キャンペーン「少し前へ…」（2023年7月1日 - ） - あきら 役
- NHKニュース防災アプリ「ハザードマップ編」
- 多言語で知る！学ぶ「NHK WORLD JAPANアプリ」※ナレーション
- ハウジングメッセ広告動画「左右される男」(2024年8月24日 - )

### 配信ドラマ
- 賭ケグルイ双（2021年3月26日 - 、Amazon Prime Video） - 善咲会メンバー

### 舞台
- 出雲の涙（2018年4月20日 - 2018年4月22日、千本桜ホール） - 井戸宇右衛門 役
- 進戯団 夢命クラシックス#21.5「紅の月に導かれシは千年のー」（2018年8月24日 - 2018年9月2日、王子ベースメントモンスター） - ブラン 役
- モンブラン〜黄昏のROUTE69〜（2018年10月17日 - 2018年10月21日、浅草六区ゆめまち劇場） - 冬馬 役
- リライト（2018年12月13日 - 2018年12月15日、浅草六区ゆめまち劇場） - 南条凛 役
- 進戯団 夢命クラシックス結成15周年記念公演#22「碧のヴォヤージュ」（2019年3月20日 - 2019年3月24日、新宿村LIVE） - マテキ 役
- 朝劇 西新宿「愛の回転式」（2019年2月24日、朝劇 西新宿） ※ゲスト出演
- アソビル「ストーリーホテル」（2019年4月 - 2019年7月）- ベルボーイ 役
- 華凛 episode2「この星にさよならを」（2019年9月12日 - 2019年9月16日、studioBLANZ） - 主演・塚本拓馬 役
- 秋声のリフレイン（2019年10月16日 - 2019年10月20日、コフレリオ新宿シアター） - 荻野正人 役
- 朝劇 西新宿「恋の遠心力」（2020年2月22日、朝劇 西新宿） ※ゲスト出演
- 朝劇 西新宿「愛の回転式」（2020年3月1日、朝劇 西新宿）  - マルキ 役
- 偶然ソウナッタヨルのこと（2020年10月26日、オンライン公演）- 川上マツリ 役 ※ゲスト出演
- 朝劇 西新宿「恋の遠心力」（2021年9月11日、朝劇 西新宿） ※ゲスト出演
- Daisy times produce「リバース・ワールド」（2022年3月16日 - 2022年3月20日、中野ザ・ポケット） - アーサー・クリスフィア役
- 朝劇 西新宿「恋の遠心力」（2023年1月9日、朝劇 西新宿） ※ゲスト出演
- 進戯団 夢命クラシックス #27「花音」（2023年3月16日 - 2023年3月21日、シアターサンモール）  - 雪那 役[6]
- くちなし第4回本公演「柵で囲う檻の柵」（2023年9月27日 - 2023年10月1日、上野ストアハウス） - 鰐淵豊 役
- イマーシブシリーズ思い出の学校「禁じられたヒラエス」（2023年11月26日、みらい館大明） - 白石春馬 役
- HOBOHOBOプロデュース2ヶ月連続公演第1弾「ラスト・ノクターン」（2023年11月19日・22日、CAFE DE CUERVOS 信濃町） ※ゲスト出演
- HOBOHOBOプロデュース2ヶ月連続公演第2弾「飼いならされた、世界の中で」（2023年12月19日 - 2023年12月24日、CAFE DE CUERVOS 信濃町） - 主演・日吉渡 役
- m sel.プロデュース第三回公演「それしか、知らない」（2024年6月12日 - 2024年6月16日、王子小劇場） - 萩原智樹 役
- おぶちゃ7周年記念公演「ポエム同好会」（2024年10月9日 - 2024年10月14日、中目黒キンケロシアター） - 志村蓮 役

### イベント
- 山﨑玲央１stファンミーティング（2018年12月9日、@NAKEDLOFT） ※ゲスト出演
- J＊TesseИイベント（2019年1月7日、中目黒センター）
- 進戯団夢命クラシックス15周年記念バスツアー【CREW!!】（2019年6月2日） ※ゲスト出演
- 林野健志&望月雅友 2022-BIRTHDAYPARTY- ＋新年癒しの診察室＋（2022年1月5日、EleganteVita）
- STRAWBERRY BIRTHDAY_2023 -1月に生まれし者たち-（2023年1月29日、FIORIA aria blu）
- 川元さん、初心に帰りましょう。（2023年6月25日、新宿Fu–） ※ゲスト出演
- STRAWBERRY BIRTHDAY_2024 -1月に生まれし者たち-（2024年1月28日、LATTE GRAPHIC 自由が丘店・日本料理　魚月）
- 部活動2024 ‐ダーツ筋は裏切らない‐（2024年2月25日、渋谷BAGUS）
- はりま春風フェス〜ひ・ろ・が・る〜（2024年4月27日、大中遺跡公園・野添であい公園）
- オブ会2024 - セッション、ラリー、クロスファイヤー。-（2024年9月16日、ルートシアター）

### コンサート
- 「おとうさんといっしょ」レオてつコンサート（2021年10月16日、ラブリーホール（河内長野市立文化会館）大ホール）
- 「おとうさんといっしょ」レオてつコンサート（2022年3月13日、板橋区立文化会館大ホール）
- 「おとうさんといっしょ」レオてつコンサート（2022年12月11日、太子町立文化会館丸尾建築あすかホール大ホール）
- 「おとうさんといっしょ」レオてつコンサート（2022年12月11日、太子町立文化会館丸尾建築あすかホール大ホール）
- 「おかあさんといっしょ」スペシャルステージ2023（2023年8月19-20日、さいたまスーパーアリーナ・2023年8月26-27日、大阪城ホール）
- 「おとうさんといっしょ」レオてつコンサート（2024年2月18日、熊谷文化創造館さくらめいと太陽のホール）
- 「おとうさんといっしょ」レオてつコンサート（2024年7月6日、常陸大宮市文化センターロゼホール）
- 「おかあさんといっしょ」スペシャルステージ2024（2024年8月1718日、さいたまスーパーアリーナ・2023年8月31日・9月1日、大阪城ホール）